# György Szűcs
György Szűcs (ur. 23 kwietnia 1912 w Szombathely, zm. 10 grudnia 1991 w Budapeszcie) – węgierski piłkarz, pomocnik i trener piłkarski. Srebrny medalista MŚ 38. Długoletni zawodnik Újpestu.
Piłkarzem Újpestu został w 1932 i szybko stał się ważną częścią zespołu. Trzykrotnie zdobywał tytuł mistrza Węgier (1933, 1935, 1939). W 1939 triumfował w Pucharze Mitropa. W reprezentacji Węgier zagrał 25 razy. Debiutował w 1934, ostatni raz zagrał w 1939. Brał udział w MŚ 34 i wystąpił w obu meczach Węgrów w turnieju. Podczas MŚ 38 wystąpił tylko w jednym spotkaniu, przegranym finale z Włochami.
Po zakończeniu kariery sportowej został trenerem.